# Erico I de Noruega
Erico I de Noruega, conocido como Erik Hacha Sangrienta, en Nórdico antiguo: Eiríkr blóðøx; en Idioma noruego: Eirik Blodøks) o Erik el Sanguinario (885 – 954), fue el segundo rey de Noruega, reinando entre los años 930 y 934. Era el hijo mayor de Harald I de Noruega y su consorte Ragnhild Eriksdatter, hija del rey Erico II de Jutlandia (posiblemente Horik II).
Al recibir el poder de manos de su padre, entró en disputa fratricida. Llegó a matar a muchos de sus hermanos, a excepción de Haakon el Bueno, que se refugiaría en Inglaterra. Fue apodado en latín como Fratris Interfector (aquel que mata los hermanos). Su sobrenombre, Hacha Sangrienta, puede provenir de esa tendencia al fratricidio o por sus agresivas y violentas incursiones vikingas.
Hacia 920 llevó a cabo una expedición vikinga a la Dvina Septentrional (Bjarmaland). Más o menos sobre esos años, fue invitado a Dinamarca por el rey Gorm el Viejo para un banquete, en el cual conoció a su hija Gunnhild, con quien se casó en la noche siguiente.
Gunnhild ganó la reputación de ser una bruja. Una teoría, más tarde desmentida por algunos historiadores, indicaba que ella había vivido en una cabaña con dos hechiceros sami, habiendo aprendido de ellos su magia. Cuando estos empezaron a luchar por sus favores, Gunnhild manipuló a Erico para matarlos. Otras descripciones le asociaban a las muertes de los hermanos de Erico y de otros enemigos de su marido por medio de veneno y de tempestades. De cualquier forma, donde quiera que esté la verdad, todo indica que Erico halló muy útil la reputación tenebrosa de su esposa.
En la primavera siguiente, Erico derrotó las fuerzas combinadas de sus hermanos Olaf y Sigrød en el campo de batalla, cerca de Tønsberg, y reconquistó el trono de Noruega.
En 934, su hermano más joven, Haakon el Bueno, regresó de Inglaterra con el apoyo de la nobleza noruega para alejarlo del trono. El reinado de Erico era duro y despótico, lo que explica las ganas que tenían los nobles de deponerlo.
Después de diversas campañas fallidas para reconquistar el trono, Erico viajó hacia las islas Órcadas y, más tarde, al reino vikingo de Jorvik (donde hoy se sitúa la ciudad de York, en Inglaterra), a invitación de los vikingos locales. Al principio, fue acogido calurosamente por Athelstan, que lo hizo gobernador de Northumbria, con mandato para proteger las fronteras de los escoceses y de los irlandeses. Algunos historiadores dudan que Eirík, como gobernante de Jórvik, fuese realmente Erico I de Noruega, ya que ninguna de las fuentes anglosajonas mencionan que fuera noruego o hijo de Harald I. En una carta de Eduardo I de Inglaterra al Papa Bonifacio VIII, el rey cita a Eirík como un noble de origen escocés. Lappenberg, Plummer y Todd, en el siglo XIX, le identifican como hijo de Harald Blåtand, algo que la historiadora Clare Downham está en total desacuerdo y achaca el error a la confusión de personajes en las sagas islandesas escritas durante el siglo XIII.
Como Northumbria no era suficientemente rica para sostener a Erico y sus seguidores, saqueó con frecuencia otras regiones de Escocia y del mar de Irlanda.
Estos saqueos le trajeron fama y respeto, que lo llevaron a ser rey de Jorvik de 947 a 948 y entre 952 y 954. Su gobierno pronto acabó por degenerar, ganando la oposición de diversos reyes vecinos. Al final fue traicionado y expulsado por el pueblo, y murió en combate en la batalla de Stainmore, en Westmorland, en el año 954.

## Ascendencia
|  |                                       |  |  |  |  |  |  |  |  |  |  |  |  |  |  |  |
|  | 16. Halfdan el Amable                 |  |  |  |  |  |  |  |  |  |  |  |  |  |  |  |
|  |                                       |  |  |  |  |  |  |  |  |  |  |  |  |  |  |  |
|  |                                       |  |  |  |  |  |  |  |  |  |  |  |  |  |  |  |
|  | 8. Gudrød el Cazador                  |  |  |  |  |  |  |  |  |  |  |  |  |  |  |  |
|  |                                       |  |  |  |  |  |  |  |  |  |  |  |  |  |  |  |
|  |                                       |  |  |  |  |  |  |  |  |  |  |  |  |  |  |  |
|  | 17. Liv Dagsdotter                    |  |  |  |  |  |  |  |  |  |  |  |  |  |  |  |
|  |                                       |  |  |  |  |  |  |  |  |  |  |  |  |  |  |  |
|  |                                       |  |  |  |  |  |  |  |  |  |  |  |  |  |  |  |
|  | 4. Halfdan el Negro                   |  |  |  |  |  |  |  |  |  |  |  |  |  |  |  |
|  |                                       |  |  |  |  |  |  |  |  |  |  |  |  |  |  |  |
|  |                                       |  |  |  |  |  |  |  |  |  |  |  |  |  |  |  |
|  | 18. Harald Granraude                  |  |  |  |  |  |  |  |  |  |  |  |  |  |  |  |
|  |                                       |  |  |  |  |  |  |  |  |  |  |  |  |  |  |  |
|  |                                       |  |  |  |  |  |  |  |  |  |  |  |  |  |  |  |
|  | 9. Åsa Haraldsdottir de Agder         |  |  |  |  |  |  |  |  |  |  |  |  |  |  |  |
|  |                                       |  |  |  |  |  |  |  |  |  |  |  |  |  |  |  |
|  |                                       |  |  |  |  |  |  |  |  |  |  |  |  |  |  |  |
|  | 19. Gunnhild Ragnvaldsdotter          |  |  |  |  |  |  |  |  |  |  |  |  |  |  |  |
|  |                                       |  |  |  |  |  |  |  |  |  |  |  |  |  |  |  |
|  |                                       |  |  |  |  |  |  |  |  |  |  |  |  |  |  |  |
|  | 2. Harald I de Noruega                |  |  |  |  |  |  |  |  |  |  |  |  |  |  |  |
|  |                                       |  |  |  |  |  |  |  |  |  |  |  |  |  |  |  |
|  |                                       |  |  |  |  |  |  |  |  |  |  |  |  |  |  |  |
|  | 20. Helgi el Temerario                |  |  |  |  |  |  |  |  |  |  |  |  |  |  |  |
|  |                                       |  |  |  |  |  |  |  |  |  |  |  |  |  |  |  |
|  |                                       |  |  |  |  |  |  |  |  |  |  |  |  |  |  |  |
|  | 10. Sigurd Hart                       |  |  |  |  |  |  |  |  |  |  |  |  |  |  |  |
|  |                                       |  |  |  |  |  |  |  |  |  |  |  |  |  |  |  |
|  |                                       |  |  |  |  |  |  |  |  |  |  |  |  |  |  |  |
|  | 21. Aslaug Sigurdsdotter              |  |  |  |  |  |  |  |  |  |  |  |  |  |  |  |
|  |                                       |  |  |  |  |  |  |  |  |  |  |  |  |  |  |  |
|  |                                       |  |  |  |  |  |  |  |  |  |  |  |  |  |  |  |
|  | 5. Ragnhild Sigurdsdatter             |  |  |  |  |  |  |  |  |  |  |  |  |  |  |  |
|  |                                       |  |  |  |  |  |  |  |  |  |  |  |  |  |  |  |
|  |                                       |  |  |  |  |  |  |  |  |  |  |  |  |  |  |  |
|  | 22. Harald Klak                       |  |  |  |  |  |  |  |  |  |  |  |  |  |  |  |
|  |                                       |  |  |  |  |  |  |  |  |  |  |  |  |  |  |  |
|  |                                       |  |  |  |  |  |  |  |  |  |  |  |  |  |  |  |
|  | 11. Ingeborg (o Thorny) Haraldsdotter |  |  |  |  |  |  |  |  |  |  |  |  |  |  |  |
|  |                                       |  |  |  |  |  |  |  |  |  |  |  |  |  |  |  |
|  |                                       |  |  |  |  |  |  |  |  |  |  |  |  |  |  |  |
|  | 23. Sigrid Helgesdotter               |  |  |  |  |  |  |  |  |  |  |  |  |  |  |  |
|  |                                       |  |  |  |  |  |  |  |  |  |  |  |  |  |  |  |
|  |                                       |  |  |  |  |  |  |  |  |  |  |  |  |  |  |  |
|  | 1. Eirík Hacha Sangrienta             |  |  |  |  |  |  |  |  |  |  |  |  |  |  |  |
|  |                                       |  |  |  |  |  |  |  |  |  |  |  |  |  |  |  |
|  |                                       |  |  |  |  |  |  |  |  |  |  |  |  |  |  |  |
|  | 24. Erico I, rey de Jutlandia         |  |  |  |  |  |  |  |  |  |  |  |  |  |  |  |
|  |                                       |  |  |  |  |  |  |  |  |  |  |  |  |  |  |  |
|  |                                       |  |  |  |  |  |  |  |  |  |  |  |  |  |  |  |
|  | 12. Eric Ericsson                     |  |  |  |  |  |  |  |  |  |  |  |  |  |  |  |
|  |                                       |  |  |  |  |  |  |  |  |  |  |  |  |  |  |  |
|  |                                       |  |  |  |  |  |  |  |  |  |  |  |  |  |  |  |
|  | 6. Erico II, rey de Jutlandia         |  |  |  |  |  |  |  |  |  |  |  |  |  |  |  |
|  |                                       |  |  |  |  |  |  |  |  |  |  |  |  |  |  |  |
|  |                                       |  |  |  |  |  |  |  |  |  |  |  |  |  |  |  |
|  | 3. Ragnhildr in ríka                  |  |  |  |  |  |  |  |  |  |  |  |  |  |  |  |
|  |                                       |  |  |  |  |  |  |  |  |  |  |  |  |  |  |  |
|  |                                       |  |  |  |  |  |  |  |  |  |  |  |  |  |  |  |
|  | 28. Hemming                           |  |  |  |  |  |  |  |  |  |  |  |  |  |  |  |
|  |                                       |  |  |  |  |  |  |  |  |  |  |  |  |  |  |  |
|  |                                       |  |  |  |  |  |  |  |  |  |  |  |  |  |  |  |
|  | 14. Harald Klak                       |  |  |  |  |  |  |  |  |  |  |  |  |  |  |  |
|  |                                       |  |  |  |  |  |  |  |  |  |  |  |  |  |  |  |
|  |                                       |  |  |  |  |  |  |  |  |  |  |  |  |  |  |  |
|  | 29. Helga Dagsdottir                  |  |  |  |  |  |  |  |  |  |  |  |  |  |  |  |
|  |                                       |  |  |  |  |  |  |  |  |  |  |  |  |  |  |  |
|  |                                       |  |  |  |  |  |  |  |  |  |  |  |  |  |  |  |
|  | 7. Gisela Haraldsdotter               |  |  |  |  |  |  |  |  |  |  |  |  |  |  |  |
|  |                                       |  |  |  |  |  |  |  |  |  |  |  |  |  |  |  |
|  |                                       |  |  |  |  |  |  |  |  |  |  |  |  |  |  |  |
|  | 30. Helgi el Temerario                |  |  |  |  |  |  |  |  |  |  |  |  |  |  |  |
|  |                                       |  |  |  |  |  |  |  |  |  |  |  |  |  |  |  |
|  |                                       |  |  |  |  |  |  |  |  |  |  |  |  |  |  |  |
|  | 15. Sigrid Helgesdotter               |  |  |  |  |  |  |  |  |  |  |  |  |  |  |  |
|  |                                       |  |  |  |  |  |  |  |  |  |  |  |  |  |  |  |
|  |                                       |  |  |  |  |  |  |  |  |  |  |  |  |  |  |  |
|  | 31. Aslaug Sigurdsdotter              |  |  |  |  |  |  |  |  |  |  |  |  |  |  |  |
|  |                                       |  |  |  |  |  |  |  |  |  |  |  |  |  |  |  |
|  |                                       |  |  |  |  |  |  |  |  |  |  |  |  |  |  |  |

## Descendencia
Heimskringla de Snorri Sturluson, menciona que tuvo amplia descendencia:
1. Gamle Eriksson, muerto en combate en la batalla de Rastarkalv (955)
2. Gottorm Eriksson, muerto en combate en Avaldsnes (953)
3. Harald II de Noruega, muerto en combate en Dinamarca (969)
4. Ragnfred Eriksson, (m. 982)
5. Erling Eriksson, (m. 963)
6. Gudrod Eriksson, (m. 999)
7. Sigurd Sleva, (m. 964)

Snorri también menciona una hija, Ragnhild, que casó con el jarl Arnfinn Thorfinnsson de las Orcadas.
Según la saga Fagrskinna, los únicos hijos legítimos de Erico y su consorte Gunhild fueron: Gamle, Gottorm, Harald, Erling, Ragnfred, Sigurd y Ragnhild.
| Predecesor: Harald I      | Rey de Noruega 930-934      | Sucesor: Haakon I      |
| Predecesor: Edmund        | Rey vikingo de York 947-948 | Sucesor: Amlaíb Cuarán |
| Predecesor: Amlaíb Cuarán | Rey vikingo de York 952-954 | Sucesor: Edred         |